# Сага за хората от Вопнафьордюр
Сага за хората от Вопнафьордюр (на исландски: Vápnfirðinga saga) е исландска сага, наречена така по името на едноименния залив в Североизточна Исландия. „Вопнафьордюр“ в превод означава „Фиордът на оръжията“. Събитията в сагата се развиват ок. 970 – 989 г. Текстът на сагата се е съхранил в ръкописи от XVII в.

## Сюжет
В първата част на сагата главните герои са Шип Хелги и Гейтир, а във втората – техните синове, Бярни и Торкел. Шип Хелги се споменава също и в Сага за Торстейн Белия, макар и епизодично, защото в нея се разказва основно за неговия баща Торгилс.
Отначало Хелги и Гейтир били добри приятели, но постепенно започнали да враждуват, подозирайки се един друг в кражба. Накрая стигнали до открит бой, в който Гейтир убил Хелги. Той изплатил на сина на Хелги, Бярни, според установения обичай откуп за убийството, но това не попречило на Бярни по-късно да убие Гейтир. Така враждата се пренесла и върху Бярни и сина на Гейтир, Торкел. Но в крайна сметка те успели да се помирят и станали пример за търпимост и великодушие.